# Płachetka zwyczajna

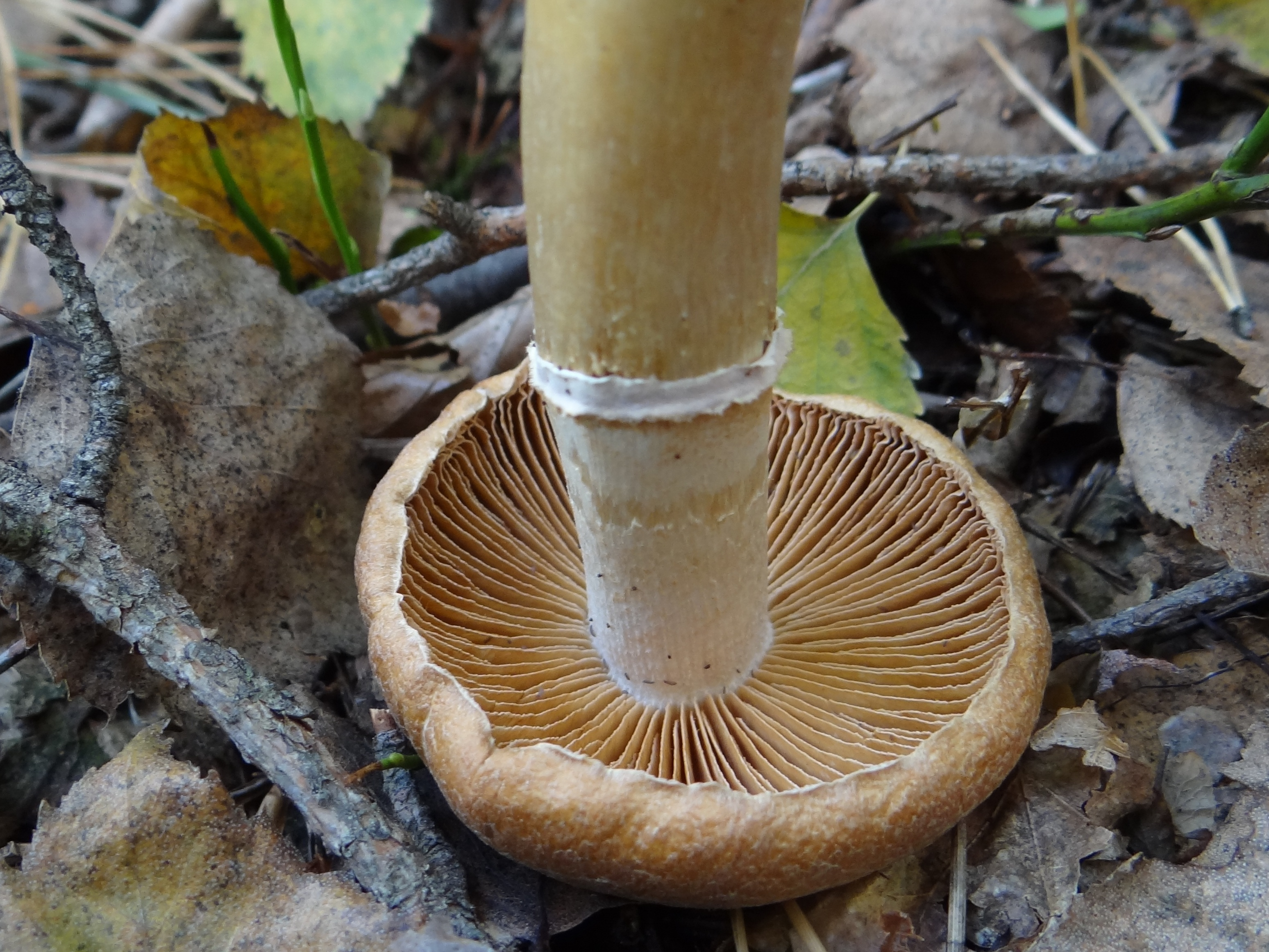

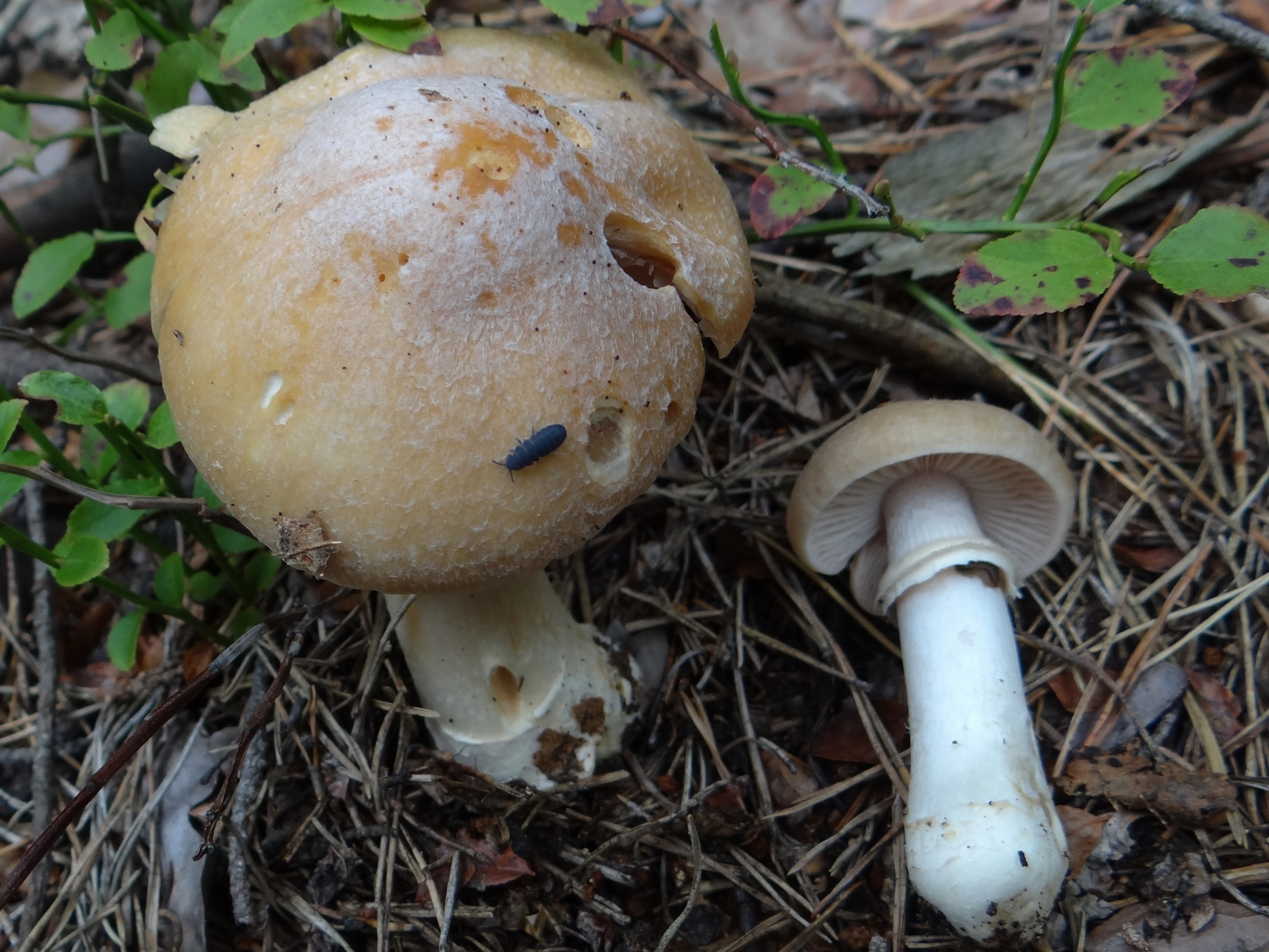

Płachetka zwyczajna (Cortinarius caperatus (Pers.) Fr.) – gatunek grzybów należący do rodziny zasłonakowatych (Cortinariaceae).

## Systematyka i nazewnictwo
Pozycja w klasyfikacji: Cortinarius, Cortinariaceae, Agaricales, Agaricomycetidae, Agaricomycetes, Agaricomycotina, Basidiomycota, Fungi (według Index Fungorum).
Po raz pierwszy takson ten zdiagnozował w roku 1796 Christian Hendrik Persoon, nadając mu nazwę Agaricus caperatus. Później zaliczany był także do rodzajów Dryophila, Rozites lub Pholiota. Obecną, uznaną przez Index Fungorum nazwę nadał mu w roku 1838 Elias Fries, przenosząc go do rodzaju Cortinarius.
Synonimy naukowe:

- Agaricus caperatus Pers. 1796
- Dryophila caperata (Pers.) Quél. 1886
- Pholiota caperata (Pers.) Gillet 1874
- Rozites caperatus (Pers.) P. Karst. 1879
- Togaria caperata (Pers.) W.G. Sm. 1908

Polską nazwę nadał Franciszek Błoński w 1889 r. W polskiej literaturze mykologicznej gatunek ten znany też był pod nazwami bydlarka, płachetka, płachta, turek, rozeta pomarszczona lub płachetka kołpakowata. W wyniku badań filogenetycznych przeniesiony został do rodzaju Cortinarius (zasłonak), tak więc nazwy polskie stały się niespójne z nazwą naukową.

## Morfologia
Kapelusz
Średnica 4–12 cm, u młodych grzybów jest jajowaty i półkulisty, później szerokodzwonkowaty, u starszych płaski z tępym garbem. Młode owocniki są oszronione. W okresie suchej pogody staje się pomarszczony i na brzegach popękany. Początkowo ma kolor siwofioletowy, siwawy i na brzegach resztki osłony. Starsze okazy mają kolor od skórzastożółtego do beżowobrązowego.
Blaszki
W młodym owocniku gliniastożółte, później rdzawobrązowawe, gęste, wycięte w ząbek, początkowo zakryte białą osłonką.
Trzon
Wysokość 7–15 cm, grubość 1–3 cm. Jest cylindryczny, pełny, u nasady bulwiasto rozszerzony. Ma wąski białawo-żółtawy pierścień, powyżej którego jest płatowaty, poniżej włóknisty i prążkowany. Kolor od białawego poprzez kremowy do ochrowego.
Miąższ
Biały albo bladokremowy. Smak nieznaczny, zapach niewyraźny.
Wysyp zarodników
Rdzawożółty. Zarodniki migdałowate i brodawkowane o średnicy 11–14 × 7–9 µm.
Gatunki podobne
Młode owocniki o srebrzystofioletowym kapeluszu są podobne do zasłonaka wonnego (Cortinarius traganus), ten jednak ma nieprzyjemny zapach i blaszki zasłonięte zasnówką. Podobna jest też aksamitkówka złota (Phaeolepiota aurea), ale to w Polsce gatunek rzadki, ma kapelusz złotożółty i pierścień wyraźnie prążkowany. Dorosłe zasłonaki kołpakowate o ochrowej barwie są podobne do kilku innych gatunków zasłonaków, szczególnie, gdy już utracą błoniasty pierścień.

## Występowanie i siedlisko
Opisano występowanie tego gatunku tylko w Ameryce Północnej i Europie. W Europie Środkowej, szczególnie w północnych regionach jest dość pospolity, w innych rzadki. W Polsce również pospolity jest tylko w niektórych okolicach.
Grzyb naziemny. Rośnie w lasach świerkowych i sosnowych na ubogich i kwaśnych glebach piaszczystych, zarówno na wilgotnych, jak i suchych. Często występuje w sąsiedztwie porostu chrobotka kubkowego i mchu bielistki siwej. Na podłożu wapiennym w ogóle nie występuje. W Polsce owocniki pojawiają się od lipca do października.

## Znaczenie
Grzyb mykoryzowy jadalny. Nazwy zwyczajowe: niemka, kołpak, turek, podbołotuszka. Dobry do marynowania w occie. Łatwo robaczywieje. Dopuszczony do obrotu handlowego i przetwórstwa na terenie Polski. Istnieją jednak podobne, lecz trujące gatunki zasłonaków i z tego powodu grzyb ten nie powinien być zbierany przez mniej doświadczonych grzybiarzy.